# Christoph Gensch von Breitenau

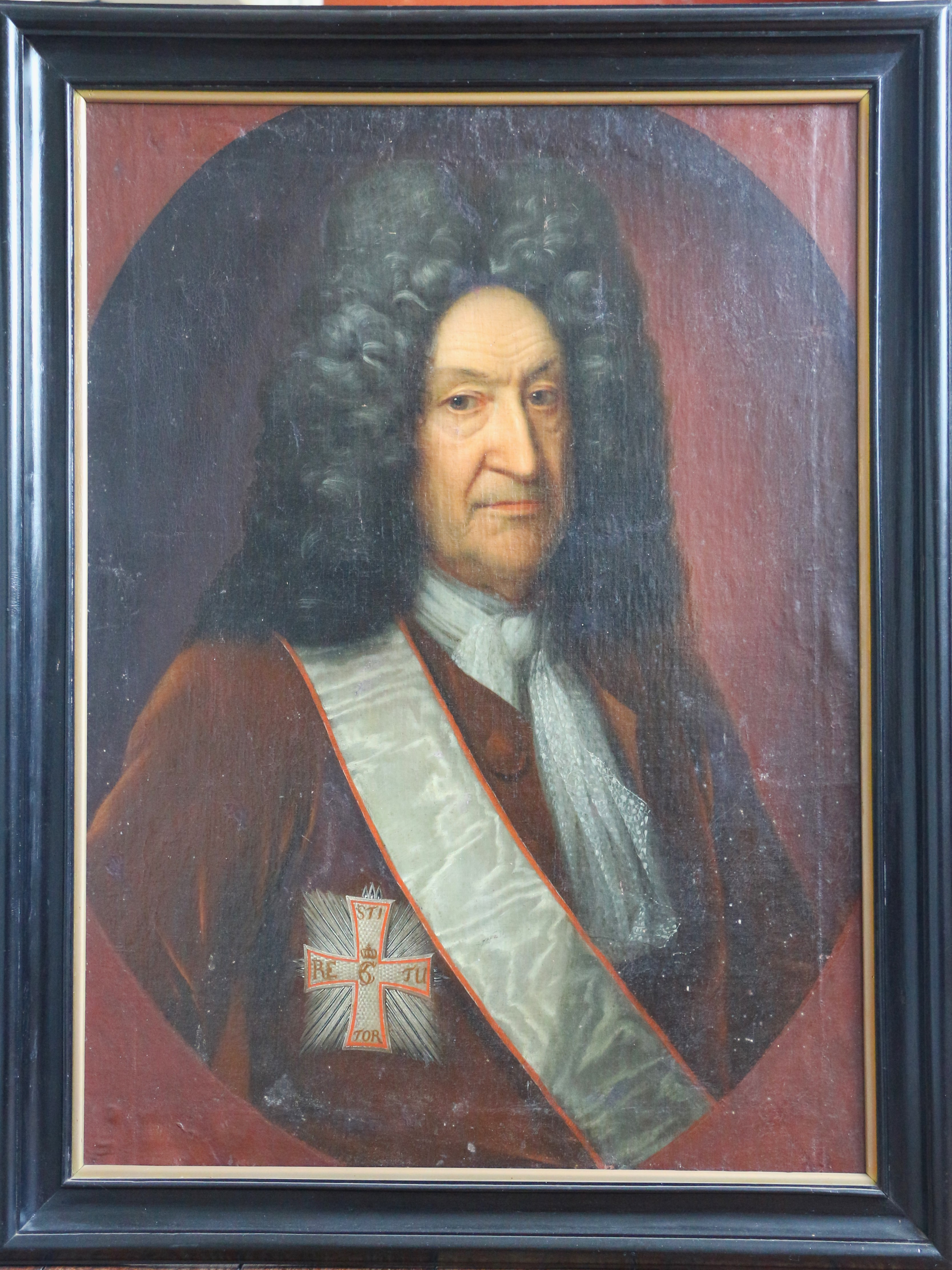
Christoph Gensch von Breitenau

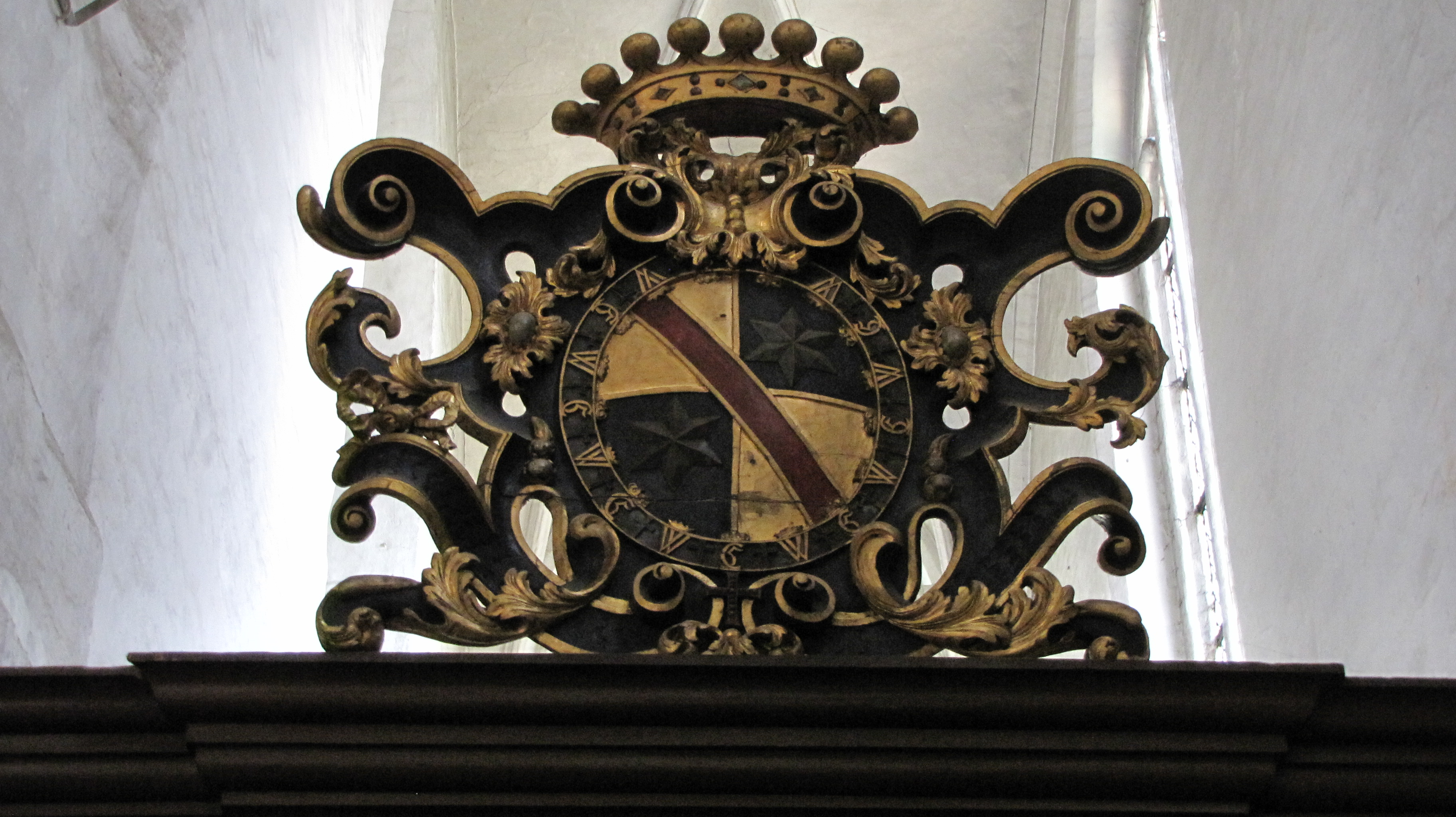
Wappen Gensch von Breitenaus an seiner Grabkapelle

Christoph Gensch, ab 1681 Gensch von Breitenau (* 11. August 1638 in Naumburg (Saale); † 11. Januar 1732 in Lübeck) war ein deutscher Verwaltungsjurist, Diplomat und Kirchenlieddichter.

## Leben
Der Sohn des kursächsischen Landrichters in Zeitz Christoph Gensch besuchte die Fürstenschule in Schulpforte, dann Schulen in Leipzig und Zeitz. 1655 studierte an der Universität Leipzig. Von da ging er nach Gotha, wo der sich damals aufhaltende Prinz von Schleswig-Holstein-Sonderburg-Norburg, Rudolf Friedrich, der jüngste Sohn von Herzog Friedrich, ihn als Hofmeister anstellte. Nachdem er ihn auf Reisen und Feldzügen begleitet hatte, ernannte die seit 1658 verwitwete Mutter des Prinzen, Eleonore von Anhalt-Zerbst, ihn zu ihrem Wittumsrat und Hofmeister, und 1667 der Herzog Joachim Ernst von Schleswig-Holstein-Sonderburg-Plön zum Hofrat. In dem damals beginnenden oldenburgischen Sukzessionsstreit unternahm Gensch für seinen Landesherrn verschiedene Reisen an die Höfe von Wolfenbüttel, Berlin, Dresden und Mainz. 1669 nahm er an der kaiserlichen Kommission teil, die eine Vermittlung dieses Streits zwischen Dänemark und Schleswig-Holstein-Gottorf einerseits und Holstein-Plön andererseits herbeizuführen suchte. Am 14. März 1671 kam es zu einem für alle Beteiligten vorteilhaften Vergleich. Nach dem vom Reichshofrat gegen den Herzog von Schleswig-Holstein-Gottorf erlassenen Urteil und dem Tode des Plöner Herzogs Joachim Ernst war er 1676 Mitglied der Exekutionskommission in Oldenburg. Mit Genehmigung des Herzogs Johann Adolf von Holstein-Plön ernannte der König Christian V. von Dänemark ihn 1678 zu seinem Rat von Haus aus und erhob ihn 1681 in den Adelsstand. Nachdem er im selben Jahr den Vergleich zwischen den Herzögen von Plön und Gottorf zu Stande gebracht hatte, wurde er zum Amtmann im plönischen Ahrensbök ernannt, aber noch gegen Ende des Jahres als Kanzler nach Oldenburg versetzt. Als solcher wurde er vom König nach Münster gesandt, wo er mit dem Bischof und dem Kurfürsten von Brandenburg einen Allianzvertrag schloss. Anschließend ging er auf den Kreistag des niedersächsischen Reichskreises, von dem er erst im Frühjahr 1683 nach Oldenburg zurückkehrte.
Im Jahr 1685 schickte der König ihn als außerordentlichen Gesandten nach Wien, wo er bis 1687 blieb, dann aber nach Kopenhagen berufen wurde, um gemeinschaftlich mit dem Geheimen Rat von Ehrenschild die zwischen dem König und dem Herzog Christian Albrecht von Holstein-Gottorf ausgebrochenen Streitigkeiten zu schlichten. Nachdem dies geschehen und der Altonaer Vertrag von 1689 vom König ratifiziert war, ernannte dieser ihn 1693 zum Konferenzrat. Als solcher schloss er mit den Vormündern des Grafen Anton II. von Aldenburg den Aldenburgischen Tractat ab. 1694 wurde er zum Landdrosten von Butjadingen ernannt. Nach einer 1695 ausgestandenen schweren Krankheit wurde er jedoch nach Kopenhagen berufen, von wo er erst 1696 zurückkehrte. Da ihm seine Geschäfte als Kanzler und Landdrost zu schwer fielen, bat er wiederholt um seine Entlassung, wurde jedoch 1699 abermals an den Hof nach Kopenhagen berufen und 1700 von König Friedrich IV. zum Geheimen Rat und Deputierten des Finanzwesens ernannt. Bald darauf wurde er Präsident der General-Landes-Commission und führte die Organisation der Landmiliz in den Grafschaften Oldenburg und Delmenhorst ein, wofür er 1701 den Dannebrogorden erhielt. 1704 stiftete er die Mittel zur Errichtung einer Lateinschule in Plön, das Breitenausche Gestift (auch Breitenavianum), auf das die Tradition des Gymnasium Schloss Plön zurückgeht. Zu einem unbekannten Zeitpunkt erwarb er das Gut Grünhof bei Berdum, heute Ortsteil von Wittmund.
Nicht lange danach nahm er seinen Abschied und zog nach Lübeck. 1706 erwarb er dort ein Haus in der Königstraße, die heutige Löwen-Apotheke. Auch von Lübeck aus war er noch beratend und schlichtend tätig, so in der Vormundschaftssache des jung verstorbenen Prinzen Leopold August (1702–1706), Enkel des Herzogs Johann Adolph von Plön, bei der Beilegung der Streitigkeiten zwischen den Häusern Plön und Gottorf und 1715 in den Erbstreitigkeiten zwischen den Linien Norburg und Rethwisch.
Seit Dezember 1668 war er mit Agnes von Rohr (1626–80), der Kammerfrau der Norburger Herzogin, verheiratet. Nach ihrem Tod heiratete er 1681 in Plön Anna Sybille von Brandenstein († 1701) aus Thüringen, die Hofdame der Plöner Herzogin. Beide Ehen blieben kinderlos.

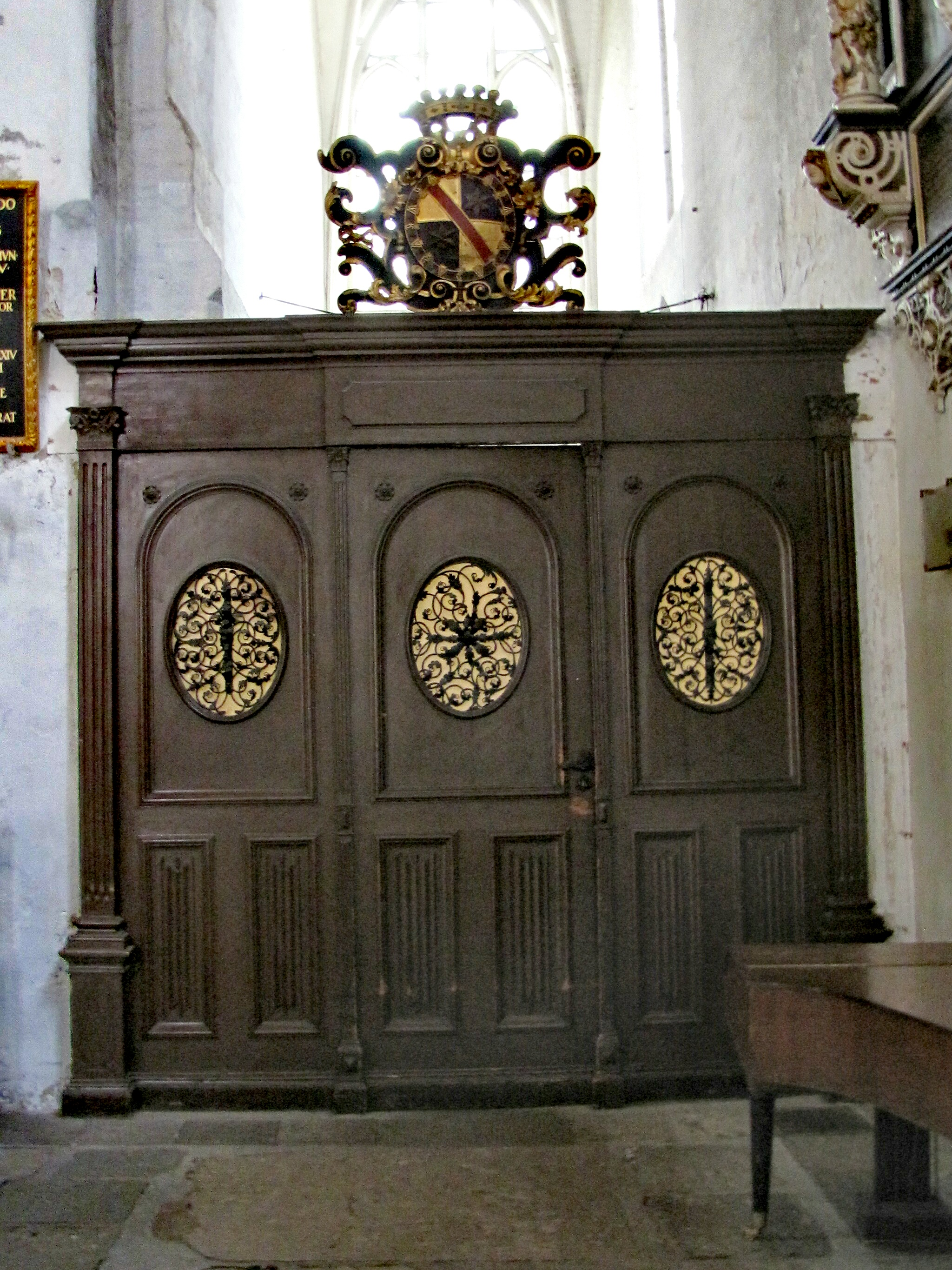
Breitenau-Kapelle in St. Ägidien

Er wurde in der Gruft unter der nördlichen Seitenkapelle am Turm der Lübecker Ägidienkirche beigesetzt. Er hatte die Grabkapelle 1705 für 900 Mark Lübisch erworben. Sie trägt seither seinen Namen. Bereits vor ihm wurden hier zwei Töchter der Familie von Heespen im Kindesalter (Anna, † 1715; Catharina, † 1718) beigesetzt und nach ihm der Kammerherr Bernhard Hartwig von Plessen († 1767; ▭ in Lübeck 1776) mit seiner Frau Sophie Dorothea, geb. von Drieberg (1730–1771), seit 1764 Ordensdame des Ordens de l’union parfaite, sowie deren zweiter Ehemann, der Landrat Christian Friedrich von Heespen († 1776), bestattet. Die Familie von Hedemann-Heespen übertrug die Kapelle mit der Instandhaltungsverpflichtung 1870 mittels einer Abstandszahlung an die Ägidiengemeinde zurück. Die die Kapelle schmückenden fünf monumentalen Kupferstiche zum Leben Jesu von François Langot kamen in die Halle von Deutsch-Nienhof.

## Werk
Neben verschiedenen Schriften zur Sukzessionsfrage verfasste Gensch von Breitenau eine Reihe geistlicher Lieder. Im 1674 erstmals von ihm herausgegebenen Gesangbuch für die Plöner Besitzungen (mit Ahrensbök und Reinfeld (Holstein)) finden sich in der zweiten Auflage von 1675 26 Lieder (von insgesamt 442), die ihm selbst als Autor bzw. Bearbeiter zugeschrieben werden. Davon findet sich bis heute im Evangelischen Gesangbuch das Passionslied Herr Jesu, deine Angst und Pein (EG 89).

## Nachlass
Gensch von Breitenaus umfangreiche Bibliothek wurde von Johann Henrich von Seelen, dem Rektor des Lübecker Katharineums, nach seinem Tode katalogisiert. Der Katalog umfasste über 13.000 Bände. Sie wurden bis 1751 zum großen Teil verkauft; ein Rest kam zusammen mit seinem schriftlichen Nachlass an Christian Friedrich von Heespen (* 24. April 1717; † 18. Mai 1776). Durch den von ihm gestifteten Familienfideikommiss blieb der Nachlass Breitenaus in der Familie Hedemann-Heespen auf Deutsch-Nienhof.

## Schriften
- Oldenburg- und Delmenhorstische Sucessions-Sache. Summarischerweise vorgestellet durch Anführung etlicher Vrsachen, warum das Fürstl. Hauß Holstein-Plöen, & Consortes zu Succession der Graffschafften Oldenburg und Delmenhorst eintzig und allein befugt sind, hingegen aber das Fürstl. Hauß Holstein-Gottorff dersellben sich anzumassen, annoch keinen Fug noch Recht habe ... Dem als Anhang folget eine ausführliche Refutation desjenigen, so von Seiten des Fürstl. Hauses Holstein-Gottorff in dieser Successions-Sache contra das Fürstl. Hauß Holstein-Plöen bisher eingebracht worden. s. l. 1671, Digitalisat des Exemplars der Bayerischen Staatsbibliothek
- Gründlicher Bericht von der Fürstlich-Holstein-Plönischen Streitigen Successions-Sache. Kopenhagen 1725, Digitalisat des Exemplars der Bayerischen Staatsbibliothek